# Éder Ceccon
Éder Ceccon (født 13. april 1983) er en tidligere brasiliansk fodboldspiller.